# ǂ
ǂ is een teken uit het Internationaal Fonetisch Alfabet voor palatale klikken. Het teken werd reeds door Khosianisten gebruikt, en wordt gebruikt bij het fonetisch weergeven van Afrikaanse kliktalen
Om de daadwerkelijk gerealiseerde klank weer te geven wordt het symbool gecombineerd met een ander IFA-symbool.
- [k͡ǂ] of [ǂ͡k] stemloos velair
- [ɡ͡ǂ] of [ǂ͡ɡ] stemhebbend velair
- [ŋ͡ǂ] of [ǂ͡ŋ] nasaal velair
- [q͡ǂ] of [ǂ͡q] stemloos uvulair
- [ɢ͡ǂ] of [ǂ͡ɢ] stemhebbend uvulair
- [ɴ͡ǂ] of [ǂ͡ɴ] nasaal uvulair

## Karaktercodering
| Unicode Codepoint | U+01C2                      |
| Unicode-Name      | LATIN LETTER ALVEOLAR CLICK |
| HTML              | &#450;                      |